# بطولة كرة القدم الألمانية 1928
بطولة كرة القدم الألمانية 1928 هو الموسم 21 من بطولة كرة القدم الألمانية ‏. أقيم خلال الفترة 8 يوليو 1928 وحتى 29 يوليو 1928، وأشرف على تنظيمه اتحاد ألمانيا لكرة القدم، وكان عدد الأندية المشاركة فيه 16، وفاز فيه نادي هامبورغ.